# Janusz Groszkowski

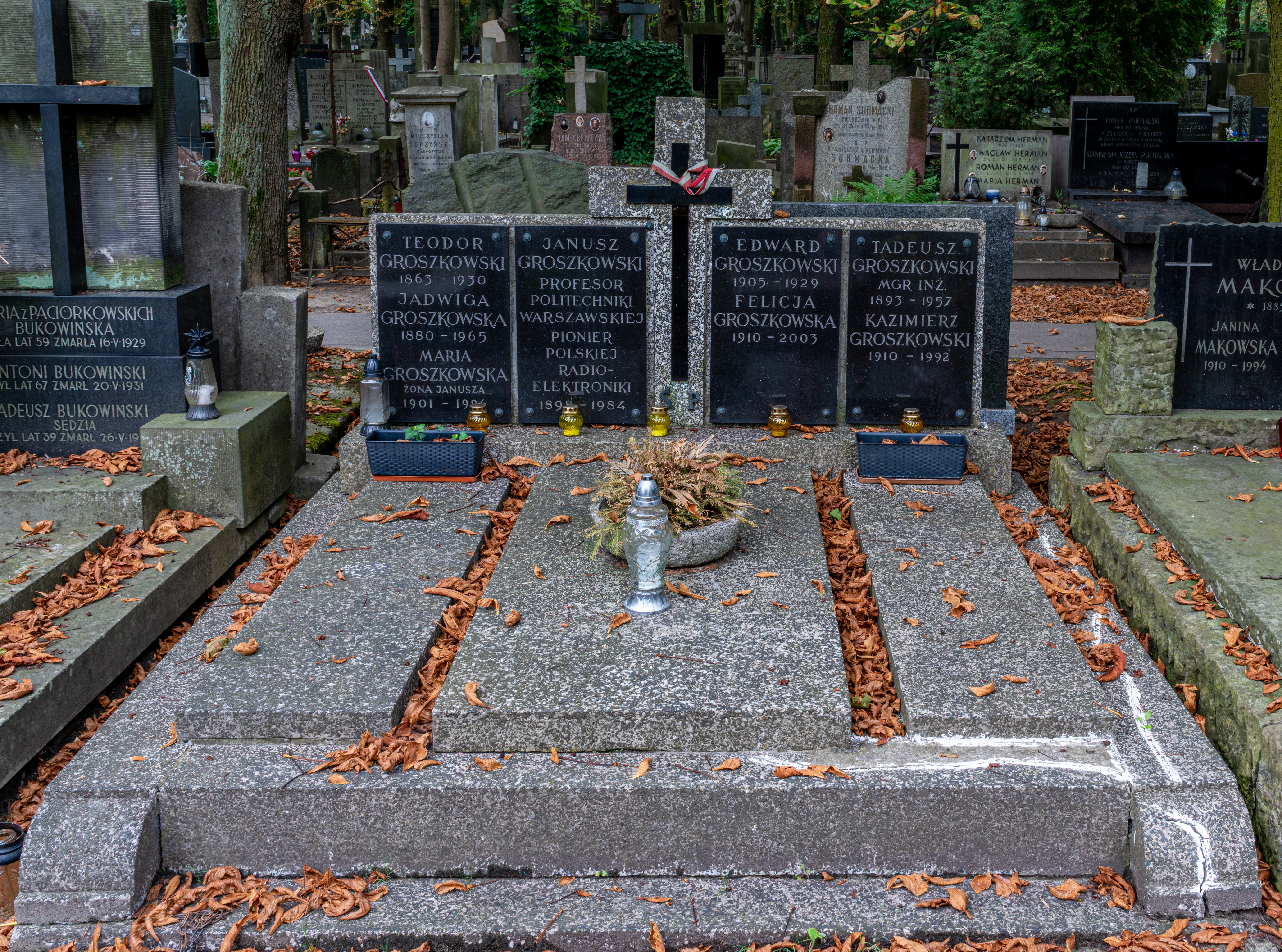
Grób Janusza Groszkowskiego na cmentarzu Powązkowskim

Janusz Groszkowski (ur. 21 marca 1898 w Warszawie, zm. 3 sierpnia 1984 tamże) – polski naukowiec zajmujący się elektroniką i radiotechniką, kandydat do nagrody Nobla, inżynier, prezes Polskiej Akademii Nauk, polityk, przewodniczący Ogólnopolskiego Komitetu Frontu Jedności Narodu oraz poseł na Sejm PRL VI kadencji i zastępca przewodniczącego Rady Państwa (1972–1976). Budowniczy Polski Ludowej.

## Życiorys
Syn Teodora (1863–1930) i Marii z domu Lewkowicz (ur. ok. 1870–1906). Już w wieku 8 lat został osierocony przez matkę, która spłonęła w pożarze. Kolejnym wstrząsem w jego młodości był wybuch I wojny światowej tuż przed ukończeniem przez niego gimnazjum. Gdy w 1915 otworzono Politechnikę Warszawską, Janusz Groszkowski został jednym z pierwszych studentów tej uczelni, początkowo na Wydziale Mechanicznym, a później na Wydziale Elektrotechnicznym.
6 lutego 1919 został zastępcą dowódcy Batalionu Radiotelegraficznego w Warszawie – ośrodka kadrowego, przygotowującego specjalistów dla liniowych jednostek radiotelegraficznych. Był uczestnikiem i zarazem wykładowcą wielu przedmiotów na pierwszym kursie Szkoły Oficerów Wojsk Radiotelegraficznych, zorganizowanym 29 kwietnia 1919. Wraz z inżynierem Janem Machcewiczem opracował w 1919 podstawowy skrypt dla radiotelegrafistów.
Ukończył Politechnikę Warszawską (1919) i Oficerską Szkołę Łączności w Paryżu (1922). Już w 1929 otrzymał tytuł prof. nadzwyczajnego, a 1935 prof. zwyczajnego nauk technicznych. Od 1952 był członkiem rzeczywistym Polskiej Akademii Nauk; w latach 1955–1980 członek prezydium, 1957–1962 wiceprezes, a w latach 1962–1971 prezes PAN. Należał do wolnomularstwa.
W latach 1923–1939 pracownik naukowo-dydaktyczny Politechniki Warszawskiej, w latach 1929–1939 dyrektor Instytutu Radiotechnicznego (od 1933 pod nazwą Państwowy Instytut Telekomunikacyjny) w Warszawie. W 1933 został członkiem Tymczasowego Komitetu Doradczo-Naukowego. 
We wrześniu 1939 jako dyrektor Państwowego Instytutu Telekomunikacyjnego został wraz z nim ewakuowany na wschód. Nie skorzystał z propozycji wyjazdu z kraju i pozostał we Lwowie. W okresie radzieckiej okupacji w latach 1940–1941 pracował w Instytucie Politechnicznym we Lwowie. W sierpniu 1940 był gościem Wszechzwiązkowego Komitetu ds. Nauki ZSRR w Moskwie.
W sierpniu 1941 powrócił do Warszawy, gdzie zaczął pracować jako wykładowca w Państwowej Wyższej Szkole Technicznej, w którą zmienili Niemcy Politechnikę Warszawską. Jako żołnierz Armii Krajowej w latach 1941–1944 był doradcą naukowo-technicznym ds. łączności Delegatury Rządu na Kraj.
Po zdobyciu rakiety V-2 badał części składowe elektroniki i radiowe, przede wszystkim oscylatory kwarcowe oraz układy generacyjne częstotliwości radiowych. Poznanie ich mogło ułatwic zakłócenie lotu pocisku.
W latach 1945–1946 pracował na Politechnice Łódzkiej, jednocześnie ponownie od 1945 dyrektor Państwowego Instytutu Telekomunikacji (do 1951). Od 1946 powrócił do pracy na Politechnice Warszawskiej (do 1968). W latach 1953–1963 był także związany z Instytutem Podstawowych Problemów Techniki PAN (był jednym z organizatorów tej placówki). W 1968 przeszedł na emeryturę.
W latach 1968–1971 wiceprzewodniczący, a w latach 1971–1976 przewodniczący Ogólnopolskiego Komitetu Frontu Jedności Narodu. W czerwcu 1968 wszedł w skład Komitetu Honorowego oraz Komitetu Przygotowawczego obchodów 500. rocznicy urodzin Mikołaja Kopernika. Od 1971 był także członkiem Obywatelskiego Komitetu Odbudowy Zamku Królewskiego w Warszawie. W latach 1972–1976 bezpartyjny poseł na Sejm PRL VI kadencji i zastępca przewodniczącego Rady Państwa. W latach 1974–1979 członek Rady Naczelnej Związku Bojowników o Wolność i Demokrację. W lutym 1976 zrezygnował z kierowania Frontem Jedności Narodu oraz ze wszystkich funkcji państwowych w proteście wobec zmian w konstytucji, ustanawiających wiodącą rolę Polskiej Zjednoczonej Partii Robotniczej i sojusz ze Związkiem Radzieckim.
W 1922 Janusz Groszkowski zawarł związek małżeński z Marią Komicz, a 4 lata później przyszła na świat ich jedyna córka Krystyna.
Został pochowany na cmentarzu Powązkowskim w Warszawie (kwatera 100-II-12/13).

## Dorobek naukowy
Od 1929 był (najmłodszym) profesorem Politechniki Warszawskiej, uczonym o światowej sławie, o wszechstronnych zainteresowaniach zarówno ogólnotechnicznych, humanistycznych oraz przyrodniczych (fizyka, chemia). Przede wszystkim był znakomitym radioelektrykiem i elektronikiem.
W wielu późniejszych pracach innych uczonych o światowej sławie były wykorzystywane jego wzory i obliczenia. Janusz Groszkowski jest zaliczany również do pionierów w dziedzinie układów radiotechnicznych. Wniósł niemały wkład w opracowanie zasad działania i konstrukcji radaru.
Napisał kilka prac z dziedziny wytwarzania i stabilizacji drgań elektrycznych oraz technologii wysokiej próżni oraz lamp elektronowych. Jest twórcą metody analizy drgań elektrycznych nieliniowych (znanych jako metoda harmonicznych Groszkowskiego). Opracował oryginalną interpretację zmian indukcyjności w zależności od temperatury. Wydał drukiem około 300 prac naukowych i popularyzatorskich.
To właśnie m.in. dzięki energii i poparciu Janusza Groszkowskiego doszło do zwołania w lutym 1930 pierwszego zjazdu krótkofalowców polskich w Warszawie i powołania Polskiego Związku Krótkofalowców, gdzie został wybrany na pierwszego jego prezesa (choć nie był licencjonowanym krótkofalowcem). Później był także pierwszym honorowym członkiem Związku i nosicielem Odznaki Honorowej PZK nr 001.
Podczas II wojny światowej opracował dla łączności Armii Krajowej proste nadajniki stabilizowane kwarcem oraz podjął uwieńczone sukcesem prace nad rozpracowaniem systemu sterowania latających bomb V-1 i rakiet V-2 przechwyconych przez AK, co umożliwiło prowadzenie skutecznej obrony przed atakami V1 na Londyn.

## Doktoraty honoris causa
- Doktor honoris causa Politechniki Warszawskiej (1962)[14]
- Doktor honoris causa Politechniki Łódzkiej (1964)[15]
- Doktor honoris causa Politechniki Gdańskiej (1975)[16]

## Członkostwo w Akademiach Nauk i Stowarzyszeniach
- członek Akademii Nauk Czechosłowacji (1965)
- członek Akademii Nauk Węgier (1965)
- członek Akademii Nauk ZSRR (1965)
- członek Akademii Nauk Rumunii (1966)
- członek Akademii Nauk Bułgarii (1966)
- członek honorowy Akademii Nauk Kuby (1971)
- członek honorowy Stowarzyszenia Elektryków Polskich (1957)
- członek honorowy Stowarzyszenia Elektryków Francuskich (1967)
- członek honorowy Stowarzyszenia Elektryków Amerykańskich (1971)

## Wybrane ordery i odznaczenia
- Order Budowniczych Polski Ludowej (1964)[17]
- Order Sztandaru Pracy I klasy
- Krzyż Złoty Orderu Wojennego Virtuti Militari
- Krzyż Komandorski Orderu Odrodzenia Polski (dwukrotnie: 19 marca 1937[18], 16 lipca 1954[19])
- Krzyż Niepodległości (28 grudnia 1933)[20]
- Krzyż Oficerski Orderu Odrodzenia Polski (22 lipca 1951)[21]
- Krzyż Kawalerski Orderu Odrodzenia Polski
- Złoty Krzyż Zasługi
- Medal 10-lecia Polski Ludowej (14 stycznia 1955)[22]
- Medal 30-lecia Polski Ludowej (1974)[23]
- Złoty Medal „Za zasługi dla obronności kraju”
- Srebrny Medal „Za zasługi dla obronności kraju”
- Złota odznaka honorowa Naczelnej Organizacji Technicznej (1969)[24]
- Złota Odznaka Honorowa Towarzystwa Przyjaźni Polsko-Radzieckiej (1967)[25]
- Złoty Medal „Za zasługi w rozwoju przyjaźni i współpracy z CSRS” (Czechosłowacja, 1973)[26]
- Medal jubileuszowy „Trzydziestolecia zwycięstwa w Wielkiej Wojnie Ojczyźnianej 1941–1945” (ZSRR, 1975)
- Honorowy Medal 50-lecia Mongolskiej Rewolucji Ludowej (Mongolia, 1971)[27]
- inne odznaczenia

## Nagrody
- Nagroda Państwowa I stopnia (trzykrotnie: 1951, 1955, 1968)
- Specjalna Nagroda Państwowa (1979)

## Ważniejsze publikacje książkowe
- Lampy katodowe oraz ich zastosowanie w radiotechnice (1925)
- Zmiany częstotliwości a zawartość harmonicznych w układach oscylacyjnych (1932)
- O cieplnym współczynniku indukcyjności cewek (1935)
- Generacja i stabilizacja częstotliwość (1947)
- Technika wysokiej próżni (1972)

## Upamiętnienie
- Nazwisko Janusza Groszkowskiego zostało umieszczone na pomniku poświęconemu akcji V-1 i V-2 odsłoniętym w 1991 przed gmachem Wydziału Elektroniki i Technik Informacyjnych Politechniki Warszawskiej[28].
- Zespół Szkół Elektrycznych w Białymstoku nosi imię profesora Janusza Groszkowskiego[29].
- W 1997 imię prof. Janusza Groszkowskiego nadano Wojskowemu Instytutowi Łączności w Zegrzu Południowym[30].
- W 1991 jego imieniem nazwano ulicę na warszawskiej Nowej Pradze[31], w sąsiedztwie siedziby Instytutu Tele- i Radiotechnicznego. Przy wejściu do Instytutu znajduje się popiersie profesora.
- Zespół Szkół Elektryczno-Elektronicznych w Radomsku nosi imię prof. Janusza Groszkowskiego.
- Zespół Szkół Elektronicznych i Ogólnokształcących w Przemyślu nosi imię prof. Janusza Groszkowskiego.
- „Elektryk” – Zespół Szkół w Mielcu nosi imię prof. Janusza Groszkowskiego.
- „Elektryk” – Zespół Szkół nr 2 w Pabianicach nosi imię prof. Janusza Groszkowskiego[32].
- Zespół Szkół nr 4 w Tychach nosi imię prof. Janusza Groszkowskiego.
- Jego imię nosi gmach Wydziału Elektroniki i Technik Informacyjnych Politechniki Warszawskiej[33].
- Technikum Łączności (wcześniej Zespół Szkół Łączności) w Warszawie nosi imię prof. Janusza Groszkowskiego.
- W 1995 Poczta Polska wyemitowała znaczek z jego podobizną[34].
- 4 czerwca 2021 Dolnośląski Batalion Radiotechniczny otrzymał imię prof. Janusza Groszkowskiego.